# Syfy
Syfy (anteriormente denominada Sci-Fi Channel, estilizado como SYFY) es un canal de televisión por suscripción estadounidense, dedicado mayoritariamente a la emisión de series y películas de ciencia ficción, si bien, también dedica espacios a los géneros de fantasía, horror y fenómenos paranormales.
Nació en los Estados Unidos en 1992 de la mano de NBC Universal Global Networks para la televisión por cable. En 1995, llegó al Reino Unido y desde 2003 fueron comenzando la diferentes versiones locales por Europa y en 2007  la versión para Latinoamérica.
Algunos de las series y programas que emite son: Stargate Atlantis, Temblores, Siete Días, American Gothic, El Centinela, Battlestar Galactica, WWE Smackdown!, Héroes y Tierra 2.
En 2009, la versión estadounidense de Sci-Fi Channel, cambió de nombre por Syfy, para posteriormente cambiar también su título la otras  versiones.

## Historia
The Sci-Fi Channel es un canal de televisión lanzado el 24 de septiembre de 1992 creado por los diseñadores Mitchell Rubenstein y Silvers Laurie (dos empresarios de Boca Raton) que actualmente poseen HomeTown Cable en el sur de Florida. En marzo de 1992 fueron elegidos para trabajar en USA Networks, que también al mismo tiempo con Paramount Pictures y Universal Studios.
El 16 de marzo de 2009, Sci Fi anunció su cambio de nombre a Syfy, para poner fin a la confusión sobre cómo aprovechar y estilizar su nombre y como parte de un continuo esfuerzo de renovación de la marca. A diferencia del término genérico de "ciencia ficción" que representa a toda la ciencia ficción de género, el término "Syfy" podía ser protegido como marca registrada y como tal sería más fácil mercadearlo por los diferentes bienes y servicios sin incurrir en confusiones con otras compañías. El único antecedente importante del término "Syfy" en relación con la ciencia ficción fue su utilización en el sitio web de Syfy Portal que se convirtió en Airlock Alfa después de haber sido vendido a NBC Universal (representado por la Shell Company) en febrero.

## Syfy Wire
Syfy Wire (previamente Sci-Fi Wire and Blastr) es un sitio web operado por Syfy que ofrece cobertura de noticias en los géneros de ciencia ficción, terror y fantasía. Sci-Fi Wire fue renombrado en 2010 como Blastr, con la adición de artículos de fondo, columnistas invitados (como Phil Plait), noticias y cobertura de divulgación científica, y contenido de video. En diciembre de 2016, Blastr se renombró como Syfy Wire; el editor jefe Adam Swiderski declaró que este cambio era para vincular más estrechamente el sitio web con el canal de televisión Syfy.
A partir de marzo de 2018, Syfy Wire publica cinco podcasts regulares, incluidas dos series de recapitulación que se publican a continuación de The Expanse y la temporada final de Colony, además de The Fandom Files, que presenta entrevistas con personajes públicos sobre sus obsesiones de la cultura pop. Entre los invitados se encuentran Leland Chee, encargado de la base de datos Holocron del universo Star Wars, y Mike Daniels de los Green Bay Packers.

## Galería

Logotipo usado desde 2002 hasta 2009.
Logotipo usado desde 2009 hasta 2017.
Logotipo usado desde 2017.